# اچ‌ام‌ای‌اس پاراماتا (یو۴۴)
اچ‌ام‌ای‌اس پاراماتا (یو۴۴) (به انگلیسی: HMAS Parramatta (U44)) یک زیردریایی بود که طول آن ۲۶۶ فوت (۸۱ متر) بود. این زیردریایی در سال ۱۹۳۹ ساخته شده است.